# Арендзее, Марта
Ма́рта А́рендзее (нем. Martha Arendsee; 29 марта 1885, Берлин — 22 мая 1953, Восточный Берлин) — немецкий левый политик и деятельница феминизма.

## Биография
Марта Арендзее родилась в семье печатника. Окончив школу и коммерческое училище, Марта, с 18 лет имевшая увечья, работала более десяти лет в берлинском потребительском обществе. Рано заинтересовавшись политикой, Арендзее в 1906 году вступила в Социал-демократическую партию и отвечала в 1907—1916 годах за работу с женщинами в Берлине. В 1915 году Арендзее сопровождала Клару Цеткин на Международную женскую конференцию в Берне. В 1917 году перешла в Независимую социал-демократическую партию Германии и в 1920 году выступала за объединение с Коммунистической партией. В 1921—1924 годах опытная в социально-политической работе Марта Арендзее состояла депутатом учредительного собрания Пруссии, в 1921—1924 годах избиралась в прусский ландтаг, в 1924—1930 годах была депутатом рейхстага.
В 1922—1923 годах Арендзее работала секретарём по вопросам женщин в берлинском отделении КПГ и редактором журнала «Коммунистка» (нем. Die Kommunistin). Позднее работала в профсоюзной комиссии, в редакции журнала «Пролетарская социальная политика» (нем. Proletarische Sozialpolitik) и с 1925 года — в Международной рабочей помощи. В 1930 году кандидатура Марты Арендзее, симпатизировавшей «правому» крылу в партии, сложившемуся вокруг исключённых из партии бывших председателей Августа Тальгеймера и Генриха Брандлера, на выборах в рейхстаг не рассматривалась.
После прихода к власти национал-социалистов в 1933 году Марта Арендзее была приговорена к шести месяцам заключения за свою политическую деятельность. В 1934 году Арендзее эмигрировала через Прагу и Париж в СССР. В Москве Марта Арендзее работала в социально-экономическом отделе Красного интернационала профсоюзов, заведовала Клубом иностранных рабочих. С 1941 года работала на Московском радио. Муж Марты Арендзее Пауль Швенк, с которым она проживала в СССР, был арестован в годы сталинских репрессий и долгие годы находился в заключении. Марта Арендзее стала единственной женщиной среди основателей Немецкого комитета «Свободная Германия».
После войны Арендзее вернулась в Германию в апреле 1945 года вместе с группой политэмигрантов с Вильгельмом Пиком во главе. Как член ЦК КПГ и руководства СЕПГ, Арендзее вновь занялась работой с женщинами. С августа 1945 года Арендзее состояла в женском комитете Берлинского магистрата и руководила в 1948—1950 годах отделом социальной политики в Объединении свободных немецких профсоюзов. В 1949—1950 годах являлась председателем берлинского управления социального страхования.
Похоронена в Мемориале социалистов на Центральном кладбище Фридрихсфельде.

## Память
В честь Марты Арендзее назван траулер проекта «Атлантик-333», построенный по заказу СССР в 1985 году на верфи в Штральзунде (ГДР). Порт приписки траулера — Мурманск, бортовой номер МК-0369.